# Монте Коинцолу (Сасари)
Монте Коинцолу је насеље у Италији у округу Сасари, региону Сардинија.
Према процени из 2011. у насељу је живело 9 становника. Насеље се налази на надморској висини од 399 м.